# Ayub Ommaya
Ayub Khan Ommaya, né le 14 avril 1930 et mort le 11 juillet 2008 est un neurochirurgien américain d'origine pakistanaise. Il est notamment réputé pour être l'inventeur du réservoir d'Ommaya, une méthode d'administration des chimiothérapies directement au niveau du site tumoral dans le cas des tumeurs au cerveau. Le docteur Ommaya est une sommité internationale, reconnu dans le monde pour ses travaux (près de 150 publications) concernant les dommages tissulaires cérébraux. Il a également été chef de la section Neurochirurgie au National Institute of Health, autorité régulatrice de la recherche biomédicale aux États-Unis.
Le docteur Ommaya, du fait de sa confession musulmane, a également travaillé à travers de nombreuses réflexions sur les relations entre la science et la religion.

## Biographie
Le père d'Ayub Ommaya est venu en France pendant la Première Guerre mondiale pour prendre part aux combats et a décidé de trouver une femme sur place. La mère d'Ayub est originaire d'Eu. Les parents d'Ayub se sont rencontrés en 1922.